# سرگی براگین
سرگی براگین (استونیایی: Sergei Bragin؛ زادهٔ ۱۹ مارس ۱۹۶۷) بازیکن فوتبال اهل استونی بود.
از باشگاه‌هایی که در آن بازی کرده‌است می‌توان به باشگاه فوتبال نورما تالین، باشگاه فوتبال لوادیا تالین، باشگاه فوتبال تالین سادام، باشگاه فوتبال لانتانا تالین، باشگاه فوتبال اینفونت، و باشگاه فوتبال تی‌وی‌ام‌کی اشاره کرد.
وی همچنین در تیم ملی فوتبال استونی بازی کرده‌است.